# Bruno Reuer

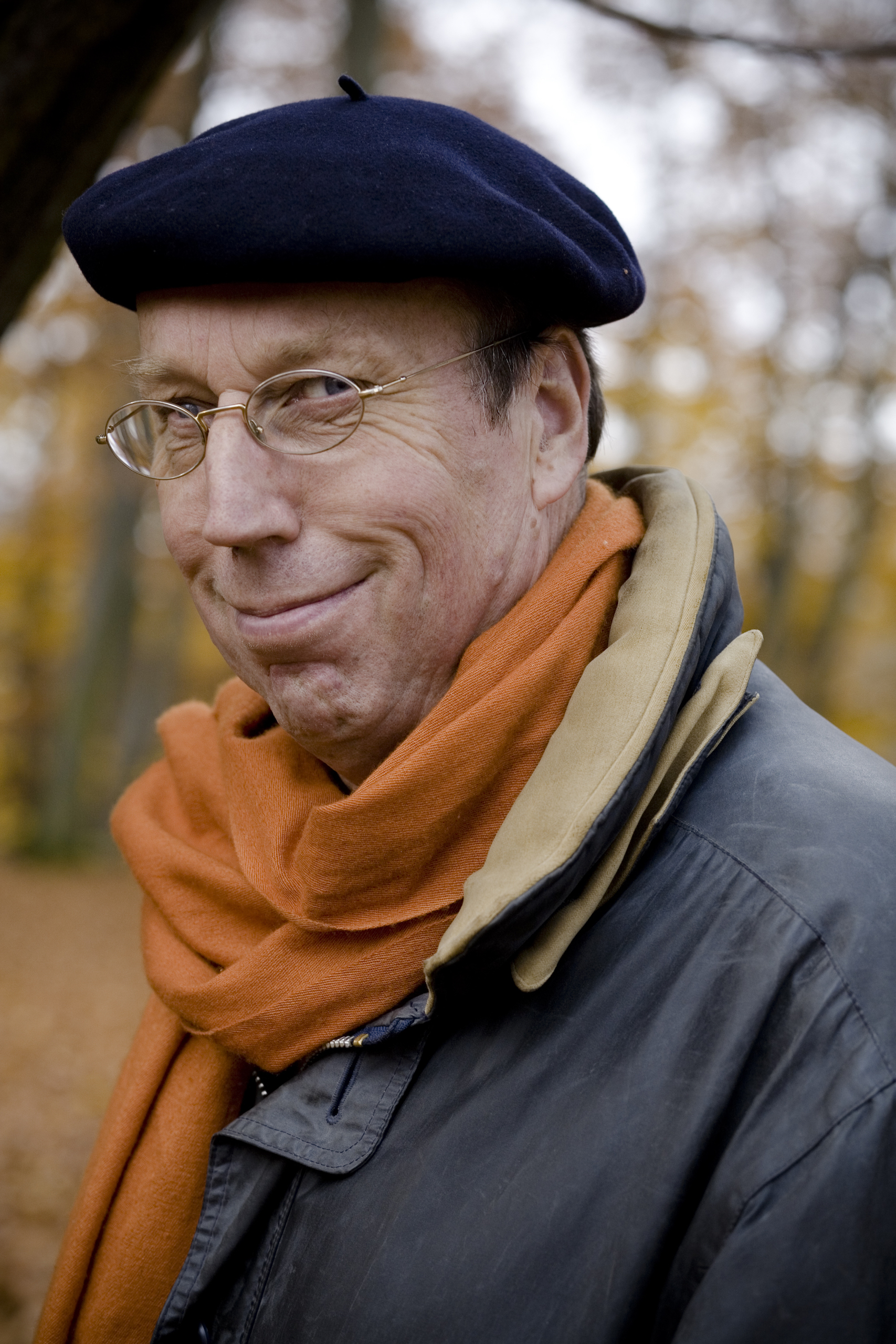
Bruno Reuer

Bruno Reuer (* 2. April 1949 in Hamburg) ist ein deutscher Ethnomusikologe. Er war Mitarbeiter in der Abteilung Musikethnologie (Berliner Phonogramm-Archiv) der Staatlichen Museen zu Berlin, dem Rautenstrauch-Joest-Museum Köln, der Guardini-Stiftung e.V. sowie Freier Wissenschaftler.

## Leben
Während der zehnjährigen Schulzeit in Hamburg, in der Albert-Schweitzer-Schule, Schulversuch mit besonderer pädagogischer Prägung, kam Bruno Reuer mit den unterschiedlichen Kunstrichtungen in Berührung. Der Violinunterricht bei Hubertus Distler bestärkte ihn in seinen musischen Neigungen. Noch vor Schulende interessierte er sich aufgrund einer persönlichen Begebenheit für die ungarische Sprache und wurde Schüler von Hans Thurn als Gasthörer am Finnisch-Ugrischen-Seminar der Universität Hamburg. Nach Schulende absolvierte er eine kaufmännische Ausbildung in einer Im- und Exportfirma in Hamburg. 1972 übersiedelte er nach Berlin. Kurz nach Ankunft in Berlin engagierte er sich auch im Spandauer Jugendorchester der Musikschule als Geiger, wurde zum Vorstand des Freundeskreises gewählt und organisierte mit dem Orchester zwei Reisen nach Voitsberg (Steiermark/Österreich) und eine nach Westerstede (Oldenburg).
In dieser Zeit schrieb er sich an der FU-Berlin für Musikwissenschaft ein. Das musikwissenschaftliche Studium wurde ab 1975 bei Kurt Reinhard auf Ethnomusikologie (Vergleichende Musikwissenschaft) spezialisiert und mit zwei Nebenfächern, zunächst Balkanologie und Psychologie, später Südosteuropäische Geschichte bei Matthias Bernard ergänzt.
Ab 1977 spielte Bruno Reuer auch noch in kleinen Rollen am Theater der Freien Volksbühne in Jaroslav Hašeks „Der brave Soldat Schwejk“ unter der Regie von Karl Paryla. Die Entscheidung, weiterhin Theater zu spielen oder ein Stipendium zu wissenschaftlichen Forschungszwecken anzunehmen, fiel nicht leicht. Reuer gab der Wissenschaft den Vorrang und entschied sich dafür.
Durch die Verleihung eines Stipendiums folgten Studienjahre in Budapest bei Bálint Sárosi und László Vikár sowie in Wien bei Franz Födermayer. Der frühzeitige Tod Kurt Reinhards verhinderte den Studienabschluss an der FU-Berlin. Daraufhin wandte sich Reuer an Bálint Sárosi, seinem Betreuer in Ungarn. 1987 erfolgte die Promotion an der Franz-Liszt-Musikhochschule Budapest, Zeneakadémia, unter Rektor József Ujfalussy mit dem Thema: Zoltán Kodálys Bühnenwerk „Hary János“ – Beiträge zu seinen volksmusikalischen und literarischen Quellen, Für diese Arbeit erhielt Bruno Reuer 1989 den Förderpreis der Südosteuropa-Gesellschaft in München.
Ab 1987 war Reuer im Berliner-Phonogramm-Archiv, Abteilung Musikethnologie des Museums für Völkerkunde SMPK, für die computermäßige Erfassung der Musikdatei tätig. Bald wurde ihm vom damaligen Leiter, Artur Simon, auch die Durchführung der traditionellen Museumskonzerte übertragen. In Verbindung mit dem neu gegründeten "Haus der Kulturen der Welt" entstand aus den sporadisch veranstalteten Konzerten ein Festival traditioneller Musik mit Bezug auf Instrumentengruppen: „Perkussionale 89“, „Blasmusik 90 – Von Asien nach Europa“ und „Saitenklänge 91“. Die Konzerte in kleiner Besetzung fanden, wie schon früher, im Foyer des Dahlemer Museumskomplexes der Staatlichen Museen zu Berlin statt, für größere Ensembles bot sich die Bühne im "Haus der Kulturen der Welt".
Als Auswirkung der deutschen Wiedervereinigung fielen nach 1989 zahlreiche Stellen bei den Staatlichen Museen (West) zu Gunsten eines Personalüberhangs im Ostteil der Stadt weg. Der Arbeitsvertrag konnte daher nicht verlängert werden, obwohl Reuer auch mit der Rückführung ausgelagerter Kulturgüter befasst war, die bis zur Wiedervereinigung in der ehemaligen DDR verblieben. In den Jahren 1994 bis 1996 hat Reuer am Rautenstrauch-Joest-Museum der Stadt Köln die Betreuung der außereuropäischen Musikinstrumente wahrgenommen. Durch zwei Hochwasser des Rheins wurden etliche Musikinstrumente erheblich beschädigt, für die daraufhin konservatorische Maßnahmen ergriffen werden mussten: Präsentiert wurde im „Blickpunkt“ eine restaurierte „al'ud“ – Das Holz, Lauten aus dem Orient, aus der Oppenheim-Sammlung. Gleichzeitig gab es eine Lehrtätigkeit gemeinsam mit Raimund Vogels an der Universität Köln zur Vorbereitung einer Ausstellung im Linden-Museum Stuttgart mit dem Titel: „mit haut und haar“, die Welt der Lauteninstrumente.

## Forschungstätigkeit und Wirken
Während seines Stipendiums in Ungarn bewegte sich Reuer auf den Spuren Béla Bartóks und Zoltán Kodálys und fuhr an einige Sammelorte von Volksliedern im Palóczen-Gebiet, der Nyirség und später auch noch nach Gyimes in Siebenbürgen. Die Reisen hatten das Ziel, aktuelle Varianten der in Kodálys „Háry János“ eingeflossenen Melodien nachzuspüren und eventuelle Auffälligkeiten aufzuzeigen. Bruno B. Reuer: Zoltán Kodálys Bühnenwerk „Hary János“ Beiträge zu seinen volksmusikalischen und literarischen Quellen, Dr. Dr. Rudolf Trofenik, München 1991, ISBN 3-87828-194-3. Gleichzeitig begann er Artikel über Musik zu Schreiben: Bruno B. Reuer: Ungarische Volksmusik aus heutiger Sicht – Das musikalische Vermächtnis Bartóks und Kodálys, Neue Zürcher Zeitung, 25.08.1978.
Neben und nach der Arbeit an den Museen in Berlin und Köln war Bruno Reuer als freier Wissenschaftler tätig. So fand im Jahr 1990, nach dem Fall des „Eisernen Vorhangs“, quasi als Resümee der Nachkriegszeit in Ost und West, das erste von Reuer initiierte internationale Symposium mit dem Titel „Perspektiven der Musikethnologie – Dokumentationstechniken und interkulturelle Beziehungen“ der Abteilung Musikethnologie des Museums für Völkerkunde SMPK und der Tudományos Akadémia Zenetudományi Intézete MTI (Musikwissenschaftliche Institut der Ungarischen Akademie der Wissenschaften) gemeinsam mit Lujza Tari in Budapest statt.
Aufbauend auf das erste Symposium wurde der Teilnehmerkreis und das Spektrum für das zweite Symposium erweitert. Es beschäftigte sich mit dem Zerfall Ex-Jugoslawiens unter dem Titel: „Musik im Umbruch – Kulturelle Identität und gesellschaftlicher Wandel in Südosteuropa“, Es fand in Berlin an der Europäischen Akademie statt und stand unter der Schirmherrschaft von Yehudi Menuhin, Baron Menuhin. Spätestens mit dieser Veranstaltung wurde deutlich, dass Bruno Reuer ein Vertreter einer integrativen Musikwissenschaft ist, die musikalische Formen nicht als Einzelphänomene, sondern als integrativen gesellschaftlichen Bestandteil ansah, bei der der kulturelle Kontext nur als Ganzes verständlich wird. Dabei sollte auch immer ein Bezug zur Aktualität gesucht werden, im Hinblick auf eine kontinuierliche Kulturgeschichtsschreibung. Bruno Reuer prägte den Leitsatz: „Kultur ist das Betriebssystem der Gesellschaft“ und positionierte sich damit in Opposition zu manchen „nüchternen Strategen“, die die Kultur als überflüssig ansehen und damit selbst ihre eigene Muttersprache und Herkunftskultur verachten, ja, sogar für unbedeutend halten.
So ist auch das dritte internationale Symposium mit dem Titel: „Vereintes Europa – Vereinte Musik? Vielfalt und soziale Dimension in Mittel- und Südosteuropa“ (engl. Titel: "United Europe - United Music? Diversity and Social Dimensions in Central and Southeastern Europe") entstanden. Nach der EU-Erweiterung fand das Symposium am Etnografski Musej, Ljubljana, statt, gerade im September des Jahres 2001 kurz nach dem Angriff auf das World-Trade-Center in New York. Amerikanische Kollegen konnten daher nur per Video teilnehmen. Hierbei ging es darum, ob durch die wirtschaftliche Vereinigung auch eine kulturelle Vereinigung Europas zu erwarten ist. Es stand unter der Patronage der EU-Kommissarin Viviane Reding.
Parallel dazu hat Reuer in der Phase der Annäherung Albaniens an die europäischen Mittelmächte in der zweiten Hälfte der 80er Jahre als einer der ersten von deutscher Seite aus den kulturellen Austausch aufgebaut. Zunächst war er Beobachter des Festivals von Gjirokaster 1988, das von größter nationaler Bedeutung in der Zeit war. Es folgten mehrere Forschungsreisen durch Südalbanien zur Erkundung der Mehrstimmigkeit, wie auch später noch durch Nordalbanien bezüglich der Instrumentalmusik.
In den Jahren 2003 und 2004 war Bruno Reuer in das Großprojekt „1. Ökumenischer Kirchentag Berlin 2003“ mit der Verantwortung für wissenschaftliche Begleitprogramme eingebunden. Durchgeführt wurde das Projekt im Auftrag der Guardini-Stiftung e.V. und der Stiftung St. Matthäus unter dem Titel: „Was ist der Mensch?“.
Weitere Veranstaltungen waren: „Welche Bildung braucht der Mensch?“, „Welche Identität braucht der Mensch“ und „Religion, Mythos, Mysterium – ist Glaube unabdingbar?“. Die einzelnen Vortragsreihen fanden an folgenden Orten statt: Bundesamt für Naturschutz Internationale Naturschutzakademie Insel Vilm, dem Kloster Maria-Laach, der Luther Gedenkstätte Wittenberg und in der Guardini-Stiftung Berlin.
In seiner aktiven Zeit war Bruno Reuer unter anderem auch Mitglied der „Gesellschaft für Musikforschung“, des Council for Traditional Music (UNESCO), der Südosteuropa-Gesellschaft und des Südostdeutschen-Kulturwerks.
Selbst nach dem Rückzug ins Privatleben wurde Bruno Reuer noch als Gutachter für ein Weltkulturerbe der UNESCO herangezogen. Seine Tätigkeit verlagerte er auf das Gebiet der Architektur. Es gelang ihm, ein Haus nach eigenen Plänen zu konzipieren und in einer modernen umweltbewussten Form zu verwirklichen. Auch darüber entstand ein Buch, um anderen Menschen einen Weg zu sich selber unter Berücksichtigung von Landschaft und Umwelt zu zeigen.
Ein weiteres Engagement ist die Revitalisierung einer alten Streuobstwiese in Hamburg, die durch Neuanpflanzungen erweitert wurde. Die jährliche Ernte der etwa 30 alten Apfelsorten hat inzwischen eine hohe Qualität erreicht, so dass sie auf den Norddeutschen Apfeltagen in Hamburg (Botanischer Garten „Loki-Schmidt-Garten“) präsentiert werden. Von dieser Streuobstwiese wurde ab 2018 bis 2022 ein Ableger in Feldkirchen (Kärnten) mit etwa 80 Apfelsorten angelegt. Zu den Sorten aus Hamburg wurden auch alte Sorten aus der ehemaligen Österreich-Ungarischen Monarchie angepflanzt. Das Projekt fand die Unterstützung in dem Programm KLAR (Klimaerhalt Region Tiebeltal und Wimitzer Berge) des Bundesministerium für Landwirtschaft, Regionen und Tourismus (Österreich).

## Publikationen (Auswahl)

### Monographien
- Ein Haus - eine gebaute Philosophie. Ausweg aus der Baumisere mit Kreativität und natürlichen Materialien. Shaker Verlag, Aachen 2015, ISBN 978-3-8440-3524-7.
- mit Hans Poser (Hrsg.): Bildung, Identität, Religion - Fragen zum Menschen. Weidler-Buchverlag, Berlin 2004, ISBN 3-89693-242-X.
- Vereintes Europa - Vereinte Musik? - Vielfalt und soziale Dimensionen in Zentral- und Südosteuropa, Beiträge des internationalen Symposiums in Ljubljana (19.- 23.09.2001). Weidler, 2004, ISBN 3-89693-245-4.

### Programmhefte
- Perkussionale '89. Programmheft zum Festival (Red.), Museum für Völkerkunde Berlin und Haus der Kulturen der Welt GmbH, Berlin 1989.
- Blasmusik '90. Programmheft zum Festival (Red.), Museum für Völkerkunde Berlin und Haus der Kulturen der Welt GmbH, Berlin 1990.
- Saitenklänge '91. Programmheft zum Festival (Red.), Museum für Völkerkunde Berlin und Haus der Kulturen der Welt GmbH, Berlin 1991.

## Diskographie
- Music from Albania. CD mit Beiheft in Englisch, Rounder CD 5151, Cambridge, Massachusetts USA, 1999.
- Lassú magyaros - Sebes magyaros, in: Klangfarben der Kulturen. Musik aus 17 Ländern, Ton- und Textbeitrag zu einer CD, Staatliche Museen zu Berlin - Preußischer Kulturbesitz, Berlin 1998, S. 36,37 u. 52.

## Auszeichnungen
- 1977–1979 Zweijähriges Stipendium des Deutschen Akademischen Austauschdienstes für Ungarn und Österreich
- 1989 Förderpreis der Südosteuropa-Gesellschaft, München, für die Studien zu Zoltán Kodálys Bühnenwerk „Háry János - Beiträge zu seinen  volksmusikalischen und literarischen Quellen“. Rudolf Trofenik, München 1991, ISBN 3-87828-194-3.

## Publikationen
1. ↑  Bruno B. Reuer: Zoltán Kodálys Bühnenwerk "Háry János" : Beiträge zu seinen volksmusikalischen und literarischen Quellen. Rudolf Trofenik, München 1991, ISBN 3-87828-194-3.
2. ↑  Bruno B. Reuer: Mit Haut und Haar – Lauteninstrumente im Linden-Museum Stuttgart. In: Neue Zürcher Zeitung. 5. August 1996.
3. ↑  Zoltán Kodály: Háry János. In: Pipers Enzyklopädie des Musiktheaters. Band 3, Piper, München/Zürich 1989, ISBN 3-492-02413-0, S. 304–306.
4. ↑  Bruno B. Reuer, Lujza Tari (Hrsg.): Perspektiven der Musikethnologie : Dokumentationstechniken und interkulturelle Beziehungen. Verlag Südostdeutsches Kulturwerk, München 1994, ISBN 3-88356-084-7.
5. ↑  engl. Titel: Bruno B. Reuer (Hrsg.): New Countries, Old Sounds? - Cultural Identity and Social Change in Southeastern Europe. Verlag Südostdeutsches Kulturwerk, München 1999, ISBN 3-88356-135-5.
6. ↑  Vereintes Europa - Vereinte Musik? - Vielfalt und soziale Dimensionen in Zentral- und Südosteuropa, Beiträge des internationalen Symposiums in Ljubljana (19.- 23.09.2001). Weidler, 2004, ISBN 3-89693-245-4.
7. ↑  Bruno B. Reuer: Gesungen wird noch überall – Tradition und Wertewandel in Albanien. In: Neue Zürcher Zeitung. 3. Februar 1990.
8. ↑  „Music from Albania“, Anthologie of World Music, Aufnahmen: Bruno B. Reuer, Text: Bruno B. Reuer und Ursula Reinhard, Rounder CD 5151, Massachusetts 1999.
9. ↑  Albanien. In: Die Musik in Geschichte und Gegenwart (MGG). Sachteil 1, Bärenreiter, Kassel etc. 1994, ISBN 3-7618-1100-4, S. 423–435.
10. ↑  Hans-Hermann Franzke, Bruno Reuer (Hrsg.): Der Mensch als Kultur- und Naturwesen. Shaker-Verlag, Aachen 2003, ISBN 3-8322-1797-5.
11. ↑  Bruno B. Reuer, Hans Poser (Hrsg.): Bildung, Identität, Religion - Fragen zum Menschen. Weidler-Buchverlag, Berlin 2004, ISBN 3-89693-242-X.
12. ↑  Bruno B. Reuer: Ein Haus – eine gebaute Philosophie. Ein Ausweg aus der Baumisere mit Kreativität und natürlichen Baustoffen. Shaker Verlag, Aachen 2015, ISBN 978-3-8440-3524-7.

| Personendaten    | Personendaten             |
| ---------------- | ------------------------- |
| NAME             | Reuer, Bruno              |
| KURZBESCHREIBUNG | deutscher Ethnomusikologe |
| GEBURTSDATUM     | 2. April 1949             |
| GEBURTSORT       | Hamburg                   |